# Sipicciano (Galluccio)
Sipicciano è una frazione del comune italiano di Galluccio, nella provincia di Caserta, in Campania.

## Geografia fisica
La frazione si trova nel Parco regionale di Roccamonfina-Foce Garigliano, è posta nella zona sud del comune di Galluccio, ai confini con il comune di Sessa Aurunca, e si trova a un'altitudine di circa 500 m s.l.m.. Sipicciano è suddivisa in tre borgate caratterizzate da un paesaggio agricolo immerse nella vegetazione; nella frazione non mancano castagneti secolari.

## Storia
La frazione, di origini aurunche, fu colonia romana, ed è stata controllata sia dai Saraceni che dai Normanni, fino a passare in mano ai Viceré spagnoli. Il borgo, caratterizzato da un antico casale, fu noto nelle mappe sin dal 1700.

## Monumenti e luoghi d'interesse
- Chiesa di Sant'Anna
- Abbeveratoio
- Ruderi della Chiesa di San Bartolomeo